# ゾンビボール
ゾンビボール(Zombie ball)は、ステージマジックの一つで、布をかぶせた金属質のボールを空中に自在に浮揚させる奇術である。
金属製のボールを空中に浮揚させるステージマジックとしては、傑作と評されている「フローティングボール」があるが、これは仕掛けの都合上、どんな場所でも行なえるわけではなかった。この欠点を改良し、さらに奇術としての面白さを深めたものとして考案された奇術がゾンビボールである。
フローティングボールのように物体を宙に浮かせる奇術では大概、細い糸で物体を吊っていると思われがちだが、ゾンビボールでは布を1枚用いることで、観客の目を布に向かせ、判断力を誤らせることで、本来の仕掛けを隠すことができるという特徴がある。このため、単にボールのみを操るときよりも仕掛けを見つけられにくく、演技者にとっても扱いやすい奇術とされる。
多くの優れた方法や手順が発表されており、演技者としてはオランダ出身のトミー・ワンダーらが知られる。日本においては厚川昌男の手法が高く評価されている。